# Eufriesea nigrescens
Eufriesea nigrescens är en biart som först beskrevs av Heinrich Friese 1925.  Eufriesea nigrescens ingår i släktet Eufriesea, tribus orkidébin, och familjen långtungebin. Inga underarter finns listade.